# Otto Tischler

Otto Tischler

Otto Tischler (* 24. Juli 1843 in Breslau; † 18. Juni 1891 in Königsberg i. Pr.) war ein deutscher Prähistoriker.

## Leben und Wirken
Otto Tischler wurde als ältester von drei Söhnen des Bauinspektors Friedrich Alexander Tischler (1805–1864) und der Emilie Frederica Bertha geb. Puttlich geboren. Sein Bruder war der Astronom Friedrich „Fritz“ Tischler (1844–1870). Ein weiterer Bruder, der Gutsbesitzer Oskar Tischler, war Vater des Botanikers Georg Tischler (1878–1955) und des Ornithologen Friedrich Tischler (1881–1945). Als Otto Tischler sechs Jahre alt war, zog die Familie wegen der Versetzung des Vaters nach Königsberg. Nachdem er anfangs von Hauslehrern unterrichtet wurde, besuchte er von Ostern 1852 bis September 1859 das Collegium Fridericianum. Anschließend studierte er bis Ostern 1863 auf der Albertus-Universität Königsberg u. a. bei Friedrich Julius Richelot und Franz Ernst Neumann Mathematik, Physik und Chemie. Dieses Studium setzte er bis Ostern 1864 an der Ruprecht-Karls-Universität Heidelberg und der Universität Leipzig fort.
Er leistete seinen Militärdienst als Einjährig-Freiwilliger während des Deutschen Krieges 1866 ab, wurde allerdings nicht auf dem Schlachtfeld eingesetzt. Als Leutnant der Reserve des Infanterie-Regiments „Herzog Karl von Mecklenburg-Strelitz“ (6. Ostpreußisches) Nr. 43 nahm er am Deutsch-Französischen Krieg von 1870/71, in dem er das Eiserne Kreuz erhielt.
Ohne formalen Universitätsabschluss – er hat nie eine Staatsprüfung abgelegt – widmete er sich als Privatgelehrter anfangs geologischen, meteorologischen und botanischen, später fast ausschließlich archäologisch-prähistorischen Forschungen. So beschäftigte er sich eingehender mit Fibeln (Gewandnadeln), der Geschichte des Emails und der Glasperlen, der Gliederung der La-Tène-Zeit, unternahm viele Ausgrabungen in Ostpreußen und reiste fast jährlich zwei bis drei Monate zu Vergleichszwecken zu den Museen Europas. Ab 1865 war er Mitglied der Physikalisch-ökonomischen Gesellschaft zu Königsberg, ab 1869 deren Bibliothekar und ab 1874 deren Verwalter der archäologischen Sammlung, die 1879 in das Provinzialmuseum überging. 1880 erhielt er die philosophische Doktorwürde der Universität Leipzig. 1887 besuchte Tischler Alexander von Minutoli, den Gründer des in Liegnitz aufgestellten, ehemals ersten Kunstgewerbemuseums der Welt. Im Tagebuch beschrieb er den Ablauf des einwöchigen Aufenthalts in Minutolis Schloss in Friedersdorf, kunstvolle Einrichtungsgegenstände aus früheren Zeiten, die Erzählungen des Hausherrn über sein Sammlerleben, die Museumsgründung und die Verkäufe von ehemals 28.000 Sammlungsteilen im Liegnitzer Schloss. In seinem Gästezimmer forschteTischler in den antiken Glasssammlungen der Familie von Minutoli, besonders zu Haemation und Millefiori. Einen fratzenhaften Kopf, eine phönizische Arbeit aus dem Jahr 400 v. Chr., zeichnete er genau ab. 1890 erhielt Tischler den Roten Adlerorden. Im selben Jahr wurde er Ehrenmitglied der Niederlausitzer Gesellschaft für Anthropologie und Altertumskunde. Die Anthropologische Gesellschaft in Wien zählte ihn zu ihren korrespondierenden Mitgliedern. Außerdem war er Mitglied der Berliner Gesellschaft für Anthropologie, Ethnologie und Urgeschichte.
1891 wurde er Mitglied der Deutschen Akademie der Naturforscher Leopoldina.
Zu Tischlers Leistungen zählt vor allem die vorgeschichtliche Erforschung anfangs Ostpreußens, später ganz West- und Mitteleuropas. Er legte mit seiner Arbeit zahlreiche Grundlagen für die zu seiner Zeit noch weitgehend unbekannte und nicht staatlich geförderte Vorgeschichtsforschung; unter anderem erkannte er als erster die zeitliche Abgrenzung und Unterteilung der Latènezeit und der ersten nachchristlichen Jahrhunderte in Ostpreußen.
Tischler starb 1891 unverheiratet nach langer schwerer Krankheit in Königsberg.

## Werke
Aufsätze veröffentlichte Tischler in den Schriften der Physikalisch-ökonomischen Gesellschaft und in der Gartenflora. Zeitschrift für Garten- und Blumenkunde.
- Ostpreussische Gräberfelder. In: Schriften der Physikalisch-Ökonomischen Gesellschaft zu Königsberg in Preußen. Band 19, 1878, Abhandlungen S. 159–268
- Bericht über die anthropologisch-prähistorische Abtheilung des Provinzial-Museums der Physikalisch-Ökonomischen Gesellschaft. In: Karl Wilhelm von Kupffer und Fritz Bessel-Hagen: Schädel und Skelete der anthropologischen Sammlungen zu Königsberg i.Pr. Vieweg, Braunschweig 1880
- Ueber die Formen der Gewandnadeln (Fibeln) nach ihrer historischen Bedeutung. In: Zeitschrift für Anthropologie und Urgeschichte Baierns’s. Band IV, Wolf, München 1881, Heft 1 und 2, S. 3–40
- Beiträge zur Kenntniss der Steinzeit in Ostpreussen und den angrenzenden Gebieten. In: Schriften der Physikalisch-Ökonomischen Gesellschaft. Band 23, Königsberg 1882, Abhandlungen S. 17–40
- Über die Gliederung der La-Tène-Periode und die Dekorierung der Eisenwaffen in dieser Zeit. In: Correspondenz-Blatt der deutschen Gesellschaft für Anthropologie, Ethnologie und Urgeschichte. Band 14, 1885, S. 157–161.
- Ueber Aggry-Perlen und über die Herstellung farbiger Gläser im Alterthume. In: Schriften der Physikalisch-Ökonomischen Gesellschaft zu Königsberg in Preußen. Band 27, Gräfe und Unzer, Königsberg 1886, Sitzungsberichte S. 5–14
- Eine Emailscheibe von Oberhof und Abriss der Geschichte des Emails. In: Schriften der Physikalisch-Ökonomischen Gesellschaft zu Königsberg in Preußen. Band 27, Gräfe und Unzer, Königsberg 1886, Sitzungsberichte S. 38–58
- Ueber die Gliederung der Urgeschichte Ostpreußens. Druck von Carl Wilhelmi, Insterburg 1887
- Bericht über die Archäologisch-Anthropologische Abteilung des Provinzial-Museums der Physikalisch-ökonom. Gesellschaft bei Gelegenheit der Feier des 100jähr. Bestehens der Gesellschaft 1890. In Komm. b. W. Koch, Königsberg i. Pr. 1890
- Ostpreussische Grabhügel. In: Schriften der Physikalisch-Ökonomischen Gesellschaft zu Königsberg in Preußen. Band 27, 1886, Abhandlungen S. 113–176; Band 29, 1888, Abhandlungen S. 106–134; Band 31, 1890, Abhandlungen, S. 1–36
- Ostpreussische Altertümer aus der Zeit der grossen Gräberfelder nach Christi Geburt. Koch, Königsberg i. Pr. 1902